# لييف شنايرلمان
لييف شنايرلمان (بالروسية: Лев Ге́нрихович Шнирельма́н) هو عالم رياضيات سوفيتي عمل على نظرية الأعداد والطوبولوجيا والهندسة التفاضلية.
حاول البرهان على حدسية غولدباخ. في عام 1930 وباستعمال غربال برون، برهن أن أي عدد طبيعي أكبر قطعا من الواحد، يمكن أن يكتب على شكل مجموع C عدد أولي على الأكثر حيث C قيمة معينة قابلة للحساب.
في عمله، انطلق شنايرلمان من أعمال علماء رياضيات آخرين منهم هنري بوانكاريه، وجورج دافيد بيركهوف، ومارستون مورس.